# Casa Dugnani
Casa Dugnani è un edificio storico di Milano situato in via Aurelio Saffi al civico 9.

## Storia
Il palazzo fu costruito a partire dal 1902 e completato nel 1903 secondo il progetto dell'ingegnere Giorgio Dugnani su commissione di Ugo Castiglioni. 

## Descrizione
Il palazzo, di stile tipicamente liberty, presenta ai primi due piano un bugnato liscio in cemento con finestre con cornici curvilinee e fregio sempre in cemento con motivi floreali. Il secondo ed il terzo piano sono invece realizzati in cotto a vista, tipico dell'architettura di area padana, che crea un contrasto con l'ultimo piano, decorato con piastrelle di ceramica raffiguranti girasoli, realizzate in serie dalla ditta Richard-Ginori, permettendo così una ragguardevole diminuzione delle spese legate alla decorazione pur con risultati eleganti: tale espediente fu relativamente comune nelle architetture liberty dedicate alla piccola e media borghesia che non poteva disporre di grandi somme di denaro come la grande borghesia industriale.

## Galleria d'immagini

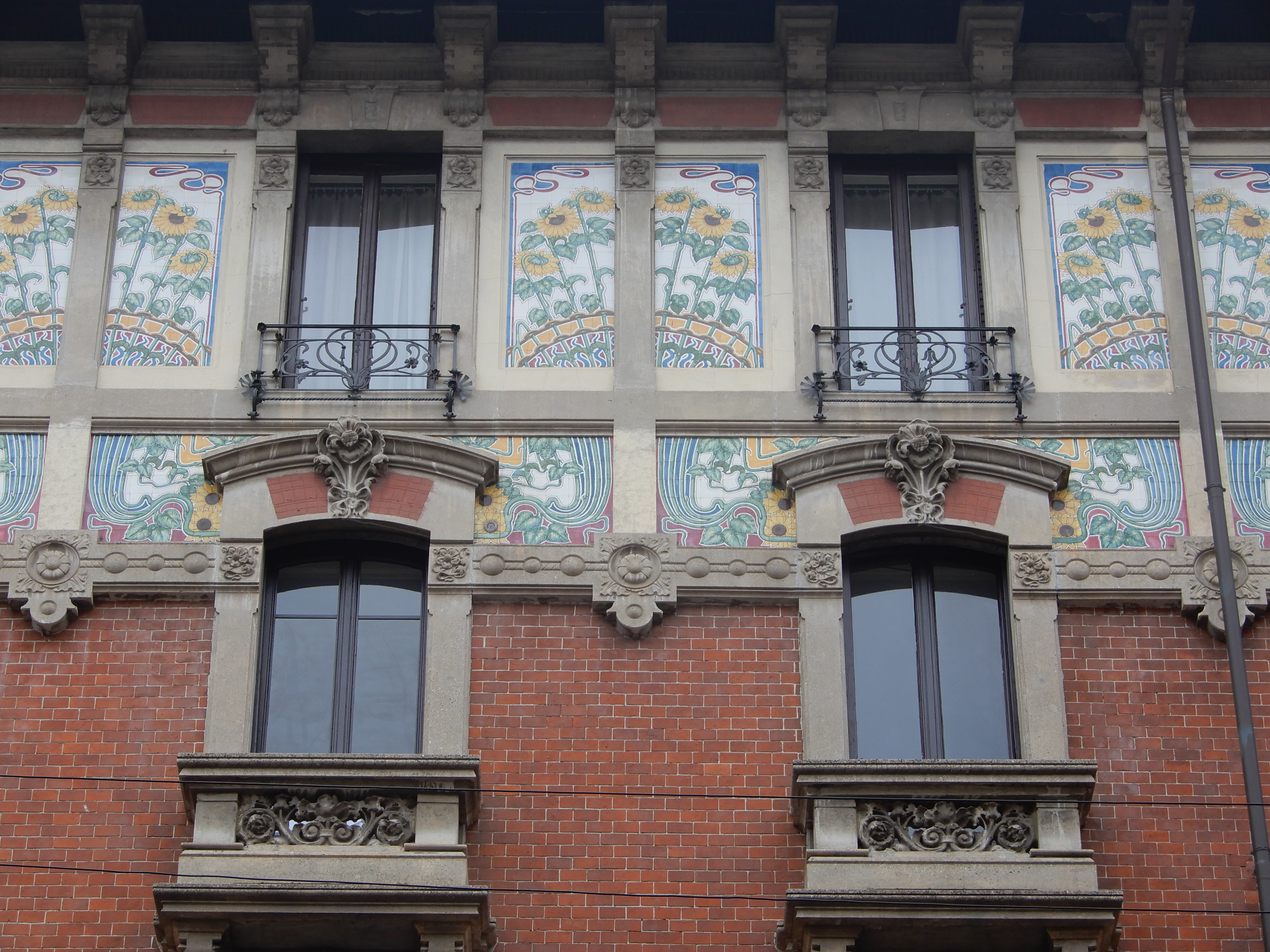
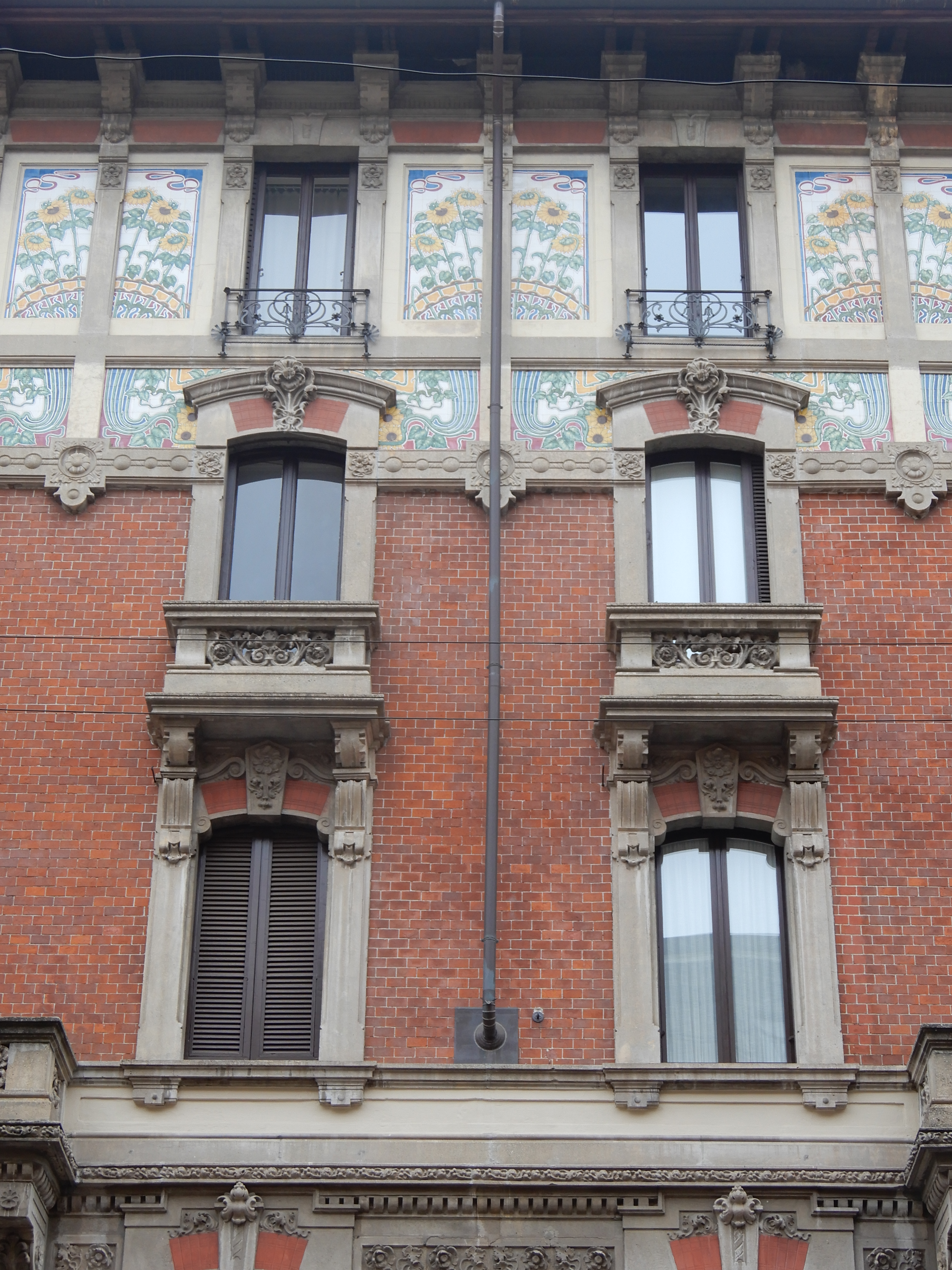
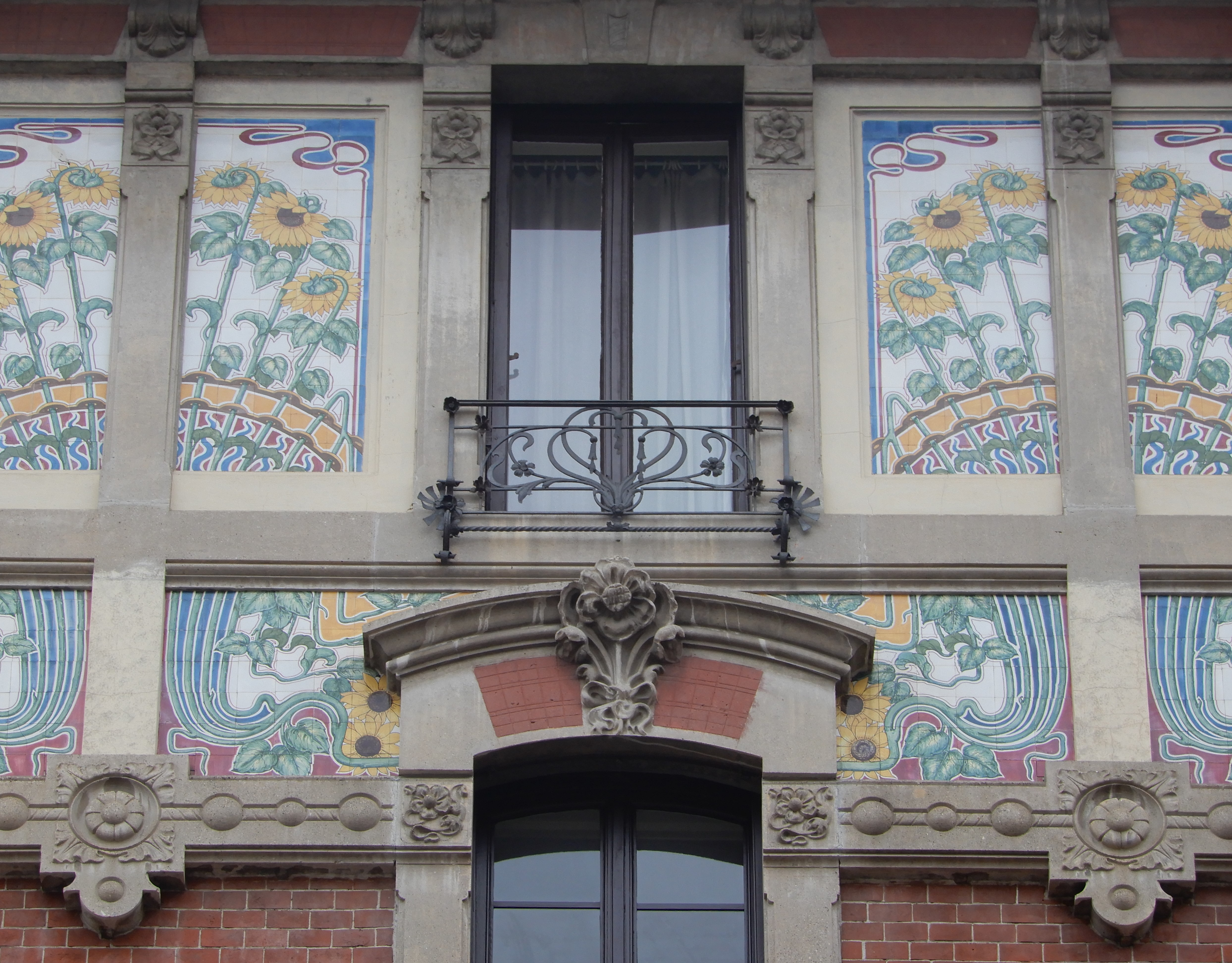